# Джо Пеші
Джозеф Френк Пеші (англ. Joseph Frank Pesci) — американський актор, комік та музикант. Пеші грав у таких відомих фільмах, як «Славні хлопці», «Казино», «Скажений бик», «Одного разу в Америці», «Мій кузен Вінні», «Джон Ф. Кеннеді. Постріли в Далласі», «Сам удома», «Сам удома 2: Загублений у Нью-Йорку», «Смертельна зброя 2», «Смертельна зброя 3» та «Смертельна зброя 4». Лауреат премій «Оскар» та БАФТА.

## Біографія
Джо Пеші народився 9 лютого 1943 року в Ньюарку, штат Нью-Джерсі, в сім'ї перукарки Мері й водія Анджело. У 5-річному віці вперше зіграв у театрі.
Першу вагому роль зіграв у 1976 році в низькобюджетному кримінальному фільмі «Колекціонер смертей», де також грав Френк Вінсент, який в майбутньому неодноразово співпрацював з Пеші. Після ролі брата боксера Джої ЛаМотти у фільмі Мартіна Скорсезе «Скажений бик» (1980) Пеші здобув премію BAFTA в категорії «найкращий новачок». За цю роль актор також був номінований на премію «Оскар». У 1984 році зіграв у фільмі режисера Серджо Леоне «Одного разу в Америці». 1990 року прославився на весь світ, зігравши гангстера Томмі ДеВіто у фільмі Мартіна Скорсезе «Славні хлопці». За роль ДеВіто актор здобув перший «Оскар».
Згодом Пеші з'являвся в таких відомих фільмах, як «Сам удома», «Сам удома 2: Загублений у Нью-Йорку», «Джон Ф. Кеннеді. Постріли в Далласі», «Смертельна зброя 2», «Бронкська історія» і «Казино».
З 1988 по 1992 рік Джо Пеші був одружений з Клаудією Мартою Харо. У них є дочка Тіффані. У липні 2007 року 64-річний актор зустрічався з 37-річною моделлю Енджі Еверхарт. Вони розірвали стосунки в серпні 2008 року.

## Фільмографія
| Рік  |    | Українська назва                    | Оригінальна назва                      | Роль              |
| ---- | -- | ----------------------------------- | -------------------------------------- | ----------------- |
| 1961 | ф  | Затанцюймо твіст                    | Hey, Let's Twist!                      | танцюрист у клубі |
| 1966 | с  | Шоу Люсі                            | The Lucy Show                          | музикант          |
| 1976 | ф  | Колекціонер смертей                 | The Death Collector                    | Джо               |
| 1980 | ф  | Скажений бик                        | Raging Bull                            | Джоуї Ла-Мотта    |
| 1982 | ф  | Я танцюю так швидко, як можу        | I'm Dancing as Fast as I Can           | Роджер            |
| 1982 | ф  | Шановний містер Вандерфул           | Dear Mr. Wonderful                     | Рубі Денніс       |
| 1983 | ф  | Еврика                              | Eureka                                 | Маякофскі         |
| 1983 | ф  | Легкі гроші                         | Easy Money                             | Нікі Кероне       |
| 1984 | ф  | Одного разу в Америці               | Once Upon a Time in America            | Френкі Манолді    |
| 1984 | ф  | Всіх за ґрати                       | Tutti dentro                           | Коррадо Паррісі   |
| 1985 | с  | Половина Нельсона                   | Half Nelson                            | Роккі Нельсон     |
| 1987 | ф  | Охоплений полум'ям                  | Man on Fire                            | Девід             |
| 1988 | ф  | Місячна хода                        | Moonwalker                             | містер Біг        |
| 1988 | ф  | Легендарне життя Ернеста Хемінгуея  | The Legendary Life of Ernest Hemingway | Джон Дос Пассос   |
| 1989 | ф  | Смертельна зброя 2                  | Lethal Weapon 2                        | Лео Гетс          |
| 1990 | ф  | Відступник                          | Catchfire                              | Лео Кареллі       |
| 1990 | ф  | Весілля Бетсі                       | Betsy's Wedding                        | Оскар Геннер      |
| 1990 | ф  | Славні хлопці                       | Goodfellas                             | Томмі ДеВіто      |
| 1990 | ф  | Сам удома                           | Home Alone                             | Гаррі Лайме       |
| 1991 | ф  | Доглядач                            | The Super                              | Луї Крицькі       |
| 1991 | ф  | Джон Ф. Кеннеді. Постріли в Далласі | JFK                                    | Девід Феррі       |
| 1992 | ф  | Мій кузен Вінні                     | My Cousin Vinny                        | Вінні Гамбіні     |
| 1992 | ф  | Смертельна зброя 3                  | Lethal Weapon 3                        | Лео Гетс          |
| 1992 | с  | Байки зі склепу                     | Tales from the Crypt                   | Вік / Джек        |
| 1992 | ф  | Фотограф                            | The Public Eye                         | Леон Бернштейн    |
| 1992 | ф  | Сам удома 2: Загублений у Нью-Йорку | Home Alone 2: Lost in New York         | Гаррі Лайм        |
| 1993 | ф  | Бронкська історія                   | A Bronx Tale                           | Кармін            |
| 1994 | ф  | Джиммі-Голлівуд                     | Jimmy Hollywood                        | Джиммі Альто      |
| 1994 | ф  | З почестями                         | With Honors                            | Саймон Вайлдер    |
| 1995 | ф  | Казино                              | Casino                                 | Нікі Санторо      |
| 1997 | ф  | 8 голів в одній сумці               | 8 Heads in a Duffel Bag                | Томмі             |
| 1997 | ф  | На риболовлю                        | Gone Fishin'                           | Джо Вотерс        |
| 1998 | ф  | Смертельна зброя 4                  | Lethal Weapon 4                        | Лео Гетс          |
| 2006 | ф  | Хибна спокуса                       | The Good Shepherd                      | Джозеф Пальмі     |
| 2010 | ф  | Ранчо любові                        | Love Ranch                             | Чарлі Бонтемпо    |
| 2015 | мф | Сава. Серце воїна                   | Савва. Сердце воина                    | Комар             |
| 2019 | ф  | Ірландець                           | The Irishman                           | Рассел Буфаліно   |
| 2023 | с  |                                     | Bupkis                                 | Джо Ларокка       |
| 2023 | ф  |                                     | Day of the Fight                       | батько Майка      |